# 栃木県道171号山内上境線

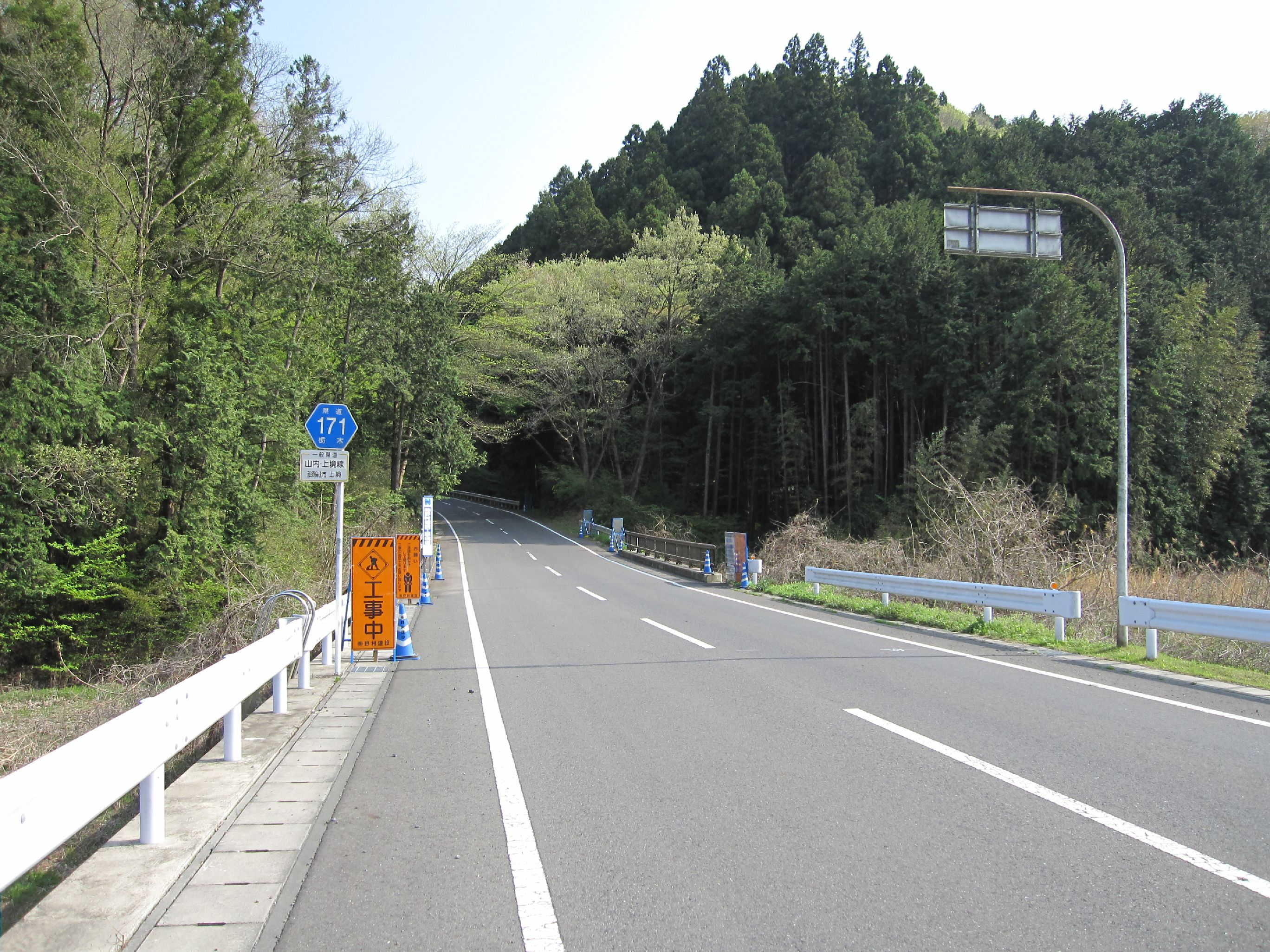
那須烏山市上境（終点）付近

栃木県道171号山内上境線（とちぎけんどう171ごう やまうちかみざかいせん）は、栃木県芳賀郡茂木町と那須烏山市を結ぶ一般県道である。

## 概要
茨城県との県境付近であり国道123号が至近である茂木町山内の栃木県道338号分岐から分かれ、那珂川県立自然公園の地域を北上して那須烏山市に至る道路。
2008年（平成20年）、旧称の「下平上境線」から名称変更された。下平とは、起点の茂木町大字山内地内にある小字である。起点付近の下平から途中の山内甲までは茂木町営バス山内線が運行されていたが、町営デマンドタクシー「茂木町デマンドタクシーめぐるくん」への移行に伴い2011年9月30日限りで廃止された。

### 路線データ
- 総延長：13.975km[2]
- 実延長：13.975km[2]
- 起点：栃木県芳賀郡茂木町大字山内（栃木県道338号芳賀茂木線交点）
- 終点：栃木県那須烏山市上境（栃木県道12号那須烏山御前山線交点）
- 認定：1961年（昭和36年）4月1日

## 歴史

### 年表
- 1961年（昭和36年）4月1日 - 一般県道下平上境線として認定。
- 2008年（平成20年）4月1日 - 路線名が山内上境線に変更。[3]。

## 路線状況

### 交通量
24時間自動車類交通量（台/日）
- 茂木町大字河又432地先：94

### 重複区間
- 栃木県道274号牧野大沢線（茂木町河又-那須烏山市小木須間）

## 地理

### 通過する自治体
- 栃木県
  - 芳賀郡茂木町 - 那須烏山市

### 交差する道路
| 交差する道路             | 交差する道路             | 交差点名   | 交差点名         |
| ------------------------ | ------------------------ | ---------- | ---------------- |
| 県道338号芳賀茂木線      | 県道338号芳賀茂木線      | 茂木町     | （大字山内地内） |
| 県道171号山内牧野線      | -                        | 茂木町     | （大字山内地内） |
| -                        | 県道287号山内上小瀬線    | 茂木町     | （大字山内地内） |
| 県道274号牧野大沢線      | -（屈折）                | 茂木町     | （大字河又地内） |
| -                        | 県道274号牧野大沢線      | 那須烏山市 | （小木須地内）   |
| 県道12号那須烏山御前山線 | 県道12号那須烏山御前山線 | 那須烏山市 | （上境地内）     |